# Devin Booker

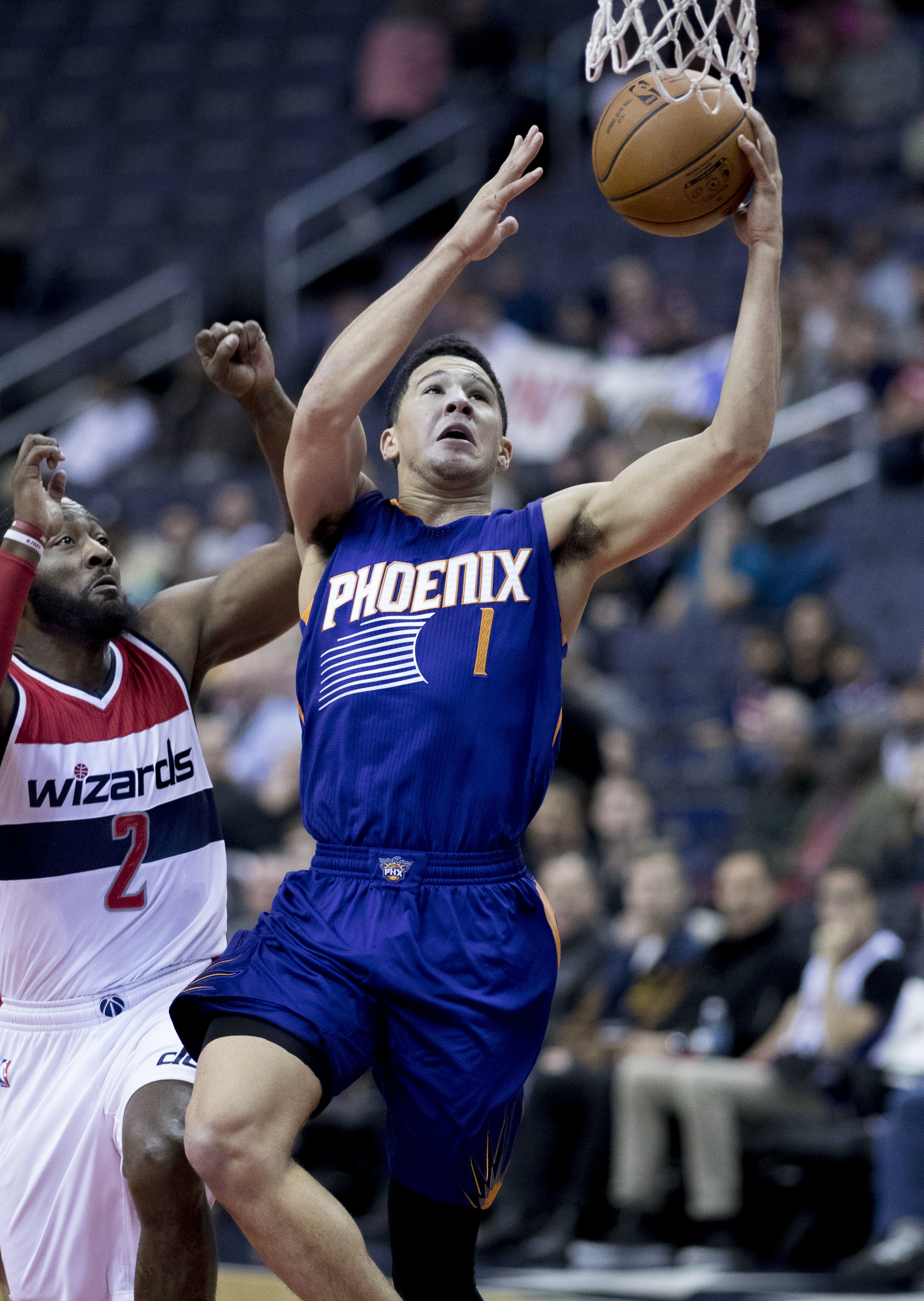
Devin Booker med Phoenix Suns, 2016.

Devin Armani Booker, född 30 oktober 1996 i Grand Rapids, Michigan, är en amerikansk basketspelare (shooting guard). Han debuterade 2015 i NBA för Phoenix Suns och har representerat laget sedan dess.
Den 24 mars 2017 blev Devin Booker den yngsta spelaren någonsin att göra över 60 poäng i en match, då han gjorde 70 poäng i matchen mot Boston Celtics.

## Lag
- Phoenix Suns (2015–)